# Synagoge (Nagykanizsa)

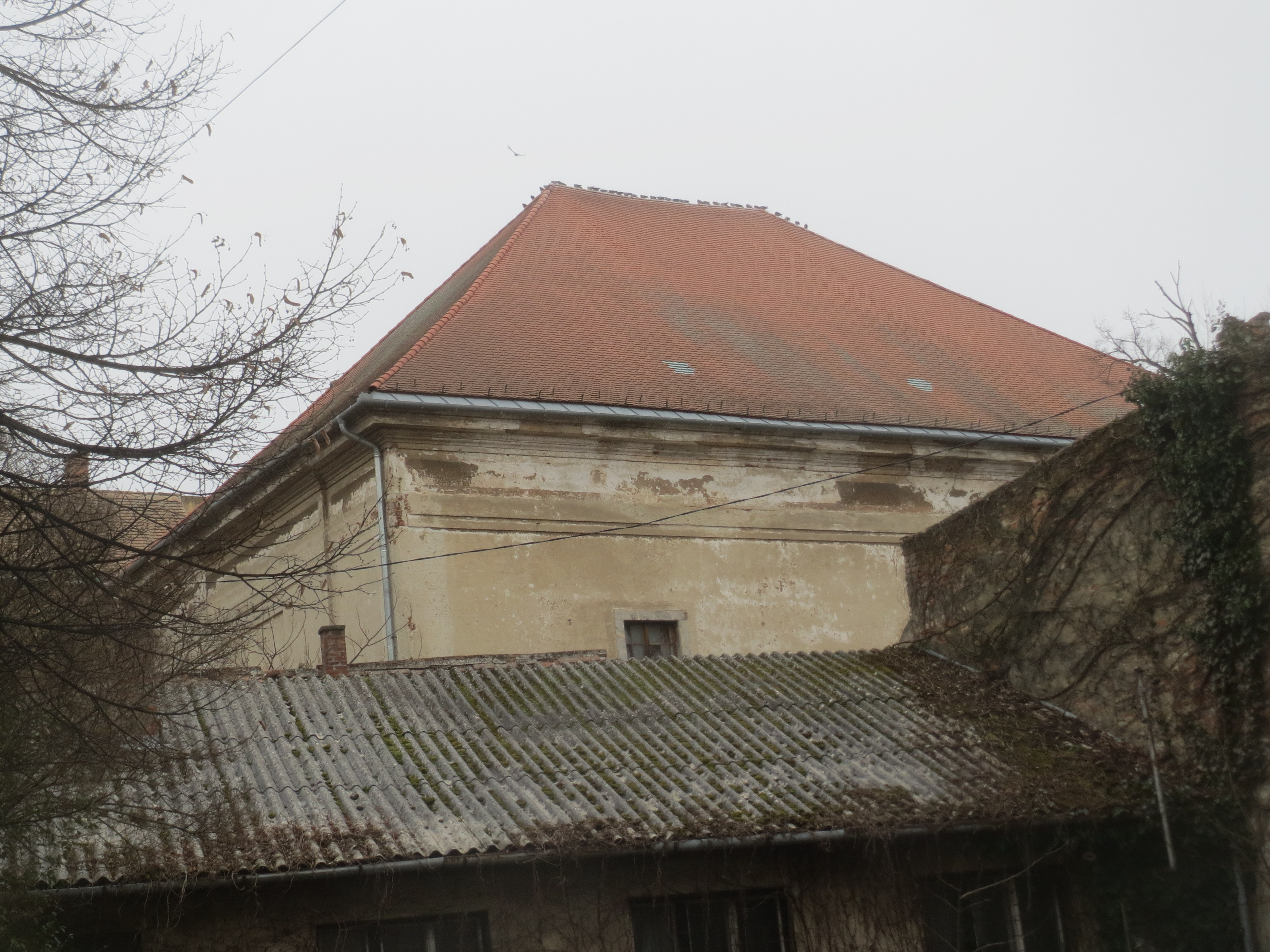
Synagoge (2023)

Die Synagoge in Nagykanizsa, einer ungarischen Stadt im Komitat Zala, wurde 1821 erbaut. Sie wird heute als jüdisches Museum genutzt, ist aber in keinem guten Zustand und muss restauriert werden.
Das Bauwerk in der Fő út 6 liegt von den Straßen abgeschirmt und ist von anderen Gebäuden umgeben; ein direkter Zugang ist nicht möglich. Es ist im  neoklassizistischen Stil mit einem Walmdach gebaut. Ursprünglich hatte es entlang den Seitenwänden und der Westseite eine Frauenempore; im Jahr 1928 wurde durch den Architekten Lipót Baumhorn eine weitere Ebene mit einer zusätzlichen Empore eingezogen.
Der Toraschrein ist von Säulen eingerahmt, darüber befindet sich ein dreieckiges Tympanon mit den Gesetzestafeln an der Spitze. Nochmals darüber ist ein großes, halbkreisförmiges Fenster. Vor dem Schrein befand sich die Bima, von der die erhöhte Plattform vorhanden ist.
Im Gebäude befinden sich Gedenktafeln für die im Ersten Weltkrieg gefallenen jüdischen Soldaten; vor dem Gebäude stehen zwei Obelisken als Gedenksteine für die im Holocaust ermordeten 2700 Juden Nagykanizsas.